# 何塞·巴利維安
何塞·巴利維安·塞古羅拉（西班牙語：José Ballivián Segurola，1805年5月5日—1852年10月6日），出生於玻利維亞首都拉巴斯，是一位玻利維亞總統，1841年至1847年在任。他也是玻利維亞的一位將軍，曾參加1841-1842年秘鲁-玻利维亚战争。